# Phil Giles
Phil Giles (Leicester, 23 luglio 1975) è un pilota motociclistico britannico.

## Carriera
Nel 1997 disputa il Gran Premio di casa a Brands Hatch in sella ad una Honda; ottiene punti in entrambe le prove con i quali si classifica quarantacinquesimo a fine stagione.
La sua carriera sportiva nel motociclismo è proseguita nel BSB dove ha gareggiato dal 1998 al 1999.
Il salto nelle gare del motomondiale avviene nel 2000 quando prende parte a 5 gran premi in sella a una Honda NSR 500 V2 del team Sabre Sport. Nella stessa stagione esordisce nel Campionato mondiale Supersport. Disputa i Gran Premi di Donington e Monza come pilota wild card in sella ad una Suzuki GSX-R600; successivamente prende parte al Gran Premio di Brands Hatch come pilota sostitutivo per il team Ten Kate Racing. In nessuna di queste gare ottiene punti.
Negli anni successivi ritorna a gareggiare nei campionati britannici delle Superbike e delle Supersport, dedicandosi anche alle competizioni di endurance.

## Risultati in gara

### Motomondiale
| 2000 | Classe | Moto  |  |  |  |  |  |  |  |     |     |    |    |    |    |  |  |  | Punti | Pos. |
| ---- | ------ | ----- |  |  |  |  |  |  |  | --- | --- | -- | -- | -- | -- |  |  |  | ----- | ---- |
| 2000 | 500    | Honda |  |  |  |  |  |  |  | Rit | Rit | NQ | 19 | 19 | 15 |  |  |  | 1     | 31º  |

| Legenda | 1º posto        | 2º posto            | 3º posto            | A punti      | Senza punti        | Grassetto – Pole position Corsivo – Giro più veloce |
| Legenda | Gara non valida | Non qual./Non part. | Ritirato/Non class. | Squalificato | '-' Dato non disp. | Grassetto – Pole position Corsivo – Giro più veloce |

### Campionato mondiale Superbike
| 1997 | Moto  |  |  |  |  |  |  |  |  |  |  |  |  |    |    |  |  |  |  |  |  |  |  |  |  |  |  | Punti | Pos. |
| ---- | ----- |  |  |  |  |  |  |  |  |  |  |  |  | -- | -- |  |  |  |  |  |  |  |  |  |  |  |  | ----- | ---- |
| 1997 | Honda |  |  |  |  |  |  |  |  |  |  |  |  | 13 | 14 |  |  |  |  |  |  |  |  |  |  |  |  | 5     | 45º  |

| Legenda | 1º posto        | 2º posto            | 3º posto           | A punti      | Senza punti        | Grassetto – Pole position Corsivo – Giro più veloce |
| Legenda | Gara non valida | Non qual./Non part. | Ritirato/Non class | Squalificato | '-' Dato non disp. | Grassetto – Pole position Corsivo – Giro più veloce |

### Campionato mondiale Supersport
| 2000 | Moto           |  |  |     |    |  |  |  |  |  |  |    | Punti | Pos. |
| ---- | -------------- |  |  | --- | -- |  |  |  |  |  |  | -- | ----- | ---- |
| 2000 | Suzuki e Honda |  |  | Rit | 25 |  |  |  |  |  |  | 17 | 0     |      |

| Legenda | 1º posto        | 2º posto            | 3º posto           | A punti      | Senza punti        | Grassetto – Pole position Corsivo – Giro più veloce |
| Legenda | Gara non valida | Non qual./Non part. | Ritirato/Non class | Squalificato | '-' Dato non disp. | Grassetto – Pole position Corsivo – Giro più veloce |